# Raimondo Garcés di Navarra
Raimondo Garcés di Navarra (dopo il 1039 – Saragozza, dopo il 1079) fu un principe reale di Navarra e signore di Murillo e Cameros, una comarca della Rioja.

## Origine
Come conferma il documento n° 9 della Collecion diplomatica del Monastero di Santa Maria la Real de Nájera era figlio del re di Pamplona García III Sánchez e di Stefania di Foix, figlia del conte di Carcassonne e di Couserans, primo conte di Foix e poi conte di Bigorre, Bernardo Ruggero, come ci viene confermato dal documento n° XXXVII dei Documents de la Histoire du Comté et de la Vicomté de Carcassonne, e della contessa di Bigorre, Garsenda, come ci viene confermato dal documento n° XXXVIII dei Documents de la Histoire du Comté et de la Vicomté de Carcassonne.

García III, secondo gli Annales Toledanos, era il figlio primogenito del re di Pamplona, conte d'Aragona, conte di Sobrarbe e Ribagorza, conte di Castiglia, Sancho III Garcés il Grande e della contessa indipendente di Castiglia, Munia, che secondo la Chronica latina regum Castellae, era figlia del conte indipendente di Castiglia, conte di Burgos, di Lantarón, di Cerezo e di Álava, Sancho Garcés e di Urraca Gomez.

## Biografia
Nel 1054, suo padre, Garcia III invase la Castiglia, ma fu sconfitto in battaglia ad Atapuerca, morendo di fronte al fratello, Ferdinando il 1º settembre 1054. Secondo la Historia Silense e il Chronicon regum Legionensium Garcia fu ucciso in battaglia dal fratello, Ferdinando, che occupò il regno di Pamplona; anche il Chronicon Burgense riporta che Garcia fu ucciso dal fratello (occisus est Garsea rei à fratre suo Ferdinando in Ataporca).

Secondo il codice di Roda e la Cronaca piniatense, suo fratello il primogenito, Sancho, succedette a Garcia III, come Sancho IV.

Secondo il The Kingdom of León-Castilla under King Alfonso VI, Ferdinando I non volle annettersi la Navarra, si accontentò di riannettersi la Bureba e parte della Rioja, portando il confine orientale della Castiglia al fiume Ebro, e, nel 1055, Sancho IV fece una donazione (restituzione di terreni sottratti al monastero dal padre) al monastero di San Millán de la Cogolla, in cui viene citato Raimondo.

Nel 1058, Raimondo viene citato nel documento n° 41 del Cartulario de Albelda.

Nel 1065, Raimondo viene citato nel documento n° 349 del Cartulario de San Millán de la Cogolla I.
Nel 1066, morì la madre, Stefania, che in quello stesso anno lasciò un testamento datato giugno, in cui Raimondo viene ricordato, come riportato il cartulario del Monastero di Santa Maria la Real de Nájera e la Collecion diplomatica del Monastero di Santa Maria la Real de Nájera.
Tra il 1070 ed il 1075, Raimondo viene citato in diversi documenti, tra cui, tre del Cartulario de San Millán de la Cogolla I:
- il n° 377, anno 1070[28]
- il n° 391, anno 1071[29]
- il n° 425, anno 1075[30]

e tre del Cartulario de Albelda:
- il n° 56, anno 1071[31]
- il n° 58, anno 1073[32]
- il n° 61, anno 1075[33].

Il Regno di Pamplona dopo la morte di Sancho IV Garcés di Navarra, el de Peñalén, nel 1076.
Viola la zona occupata da Alfonso VI di Castiglia
Ocra la zona occupata da Sancho Ramírez
Verde il Regno di Pamplona, tenuto dal monarca aragonese vassallo della Castiglia

Con la complicita della sorella Ermessinda, organizzò il 4 giugno 1076 a Peñalén una congiura ai danni del fratello maggiore Sancho IV Re di Pamplona, come riportano il Códice de Roda e la Crónica de San Juan de la Peña; anche il Chronicon Burgense riporta che Sancho fu ucciso a Peñalén (occisus fuit Sancius Rex Garsea in Pennalem)

Secondo il The Kingdom of León-Castilla under King Alfonso VI, durante una partita di caccia fu fatto precipitare da una roccia dal fratello Raimondo, che da quel giorno fu soprannominato il Fratricida, aiutato dalla sorella Ermessinda.

Essendo l'erede maschio di Sancho IV un bimbo, il regno di Navarra venne invaso dai suoi cugini, Alfonso VI di Castiglia e da Sancho Ramírez di Aragona:
- Alfonso VI, succeduto, nel 1072 al fratello, Sancho il Forte, sul trono di Castiglia, che portò a termine l'occupazione della Rioja, rientrando quindi in possesso dei territori ceduti dal padre Ferdinando I al fratello e re di Navarra, García Sánchez III, come conferma il documento n° 1 del cartulario del monastero di San Millán de la Cogolla[35]
- Sancho Ramírez, re d'Aragona, che occupò la Navarra e si fece proclamare re di Navarra assumendo il nome di Sancho V di Navarra, come riporta la Cronaca piniatense[19].

Raimondo compare per l'ultima volta in un documento, il n° 26 del cartulario del monastero di San Millán de la Cogolla II, datato 1079, inerente una sua donazione.

Dopo il 1079 Raimondo andò in esilio a Saragozza presso al-Muqtadir, dove morì. 

## Ascendenza
|                                               |                                 |                                   | Genitori                             |  |  | Nonni |  |  | Bisnonni                          |  |  | Trisnonni                        |  |
|                                               |                                 |                                   |                                      |  |  |       |  |  | García II Sánchez, re di Pamplona |  |  | Sancho II Garcés, re di Pamplona |  |
|                                               |                                 |                                   |                                      |  |  |       |  |  | García II Sánchez, re di Pamplona |  |  | Sancho II Garcés, re di Pamplona |  |
|                                               |                                 | Urraca Fernández di Castiglia     |                                      |  |  |       |  |  | García II Sánchez, re di Pamplona |  |  |                                  |  |
| Sancho III Garcés, re di Pamplona             |                                 |                                   |                                      |  |  |       |  |  | García II Sánchez, re di Pamplona |  |  |                                  |  |
|                                               |                                 | Jimena Fernández                  | Fernando Vermúndez, conte di Cea     |  |  |       |  |  |                                   |  |  |                                  |  |
|                                               |                                 | Jimena Fernández                  | Fernando Vermúndez, conte di Cea     |  |  |       |  |  |                                   |  |  |                                  |  |
|                                               |                                 | Jimena Fernández                  | Elvira Díaz                          |  |  |       |  |  |                                   |  |  |                                  |  |
| García III Sánchez, re di Pamplona            |                                 | Jimena Fernández                  |                                      |  |  |       |  |  |                                   |  |  |                                  |  |
|                                               |                                 | Sancho Garcés, conte di Castiglia | García Fernández, conte di Castiglia |  |  |       |  |  |                                   |  |  |                                  |  |
|                                               |                                 | Sancho Garcés, conte di Castiglia | García Fernández, conte di Castiglia |  |  |       |  |  |                                   |  |  |                                  |  |
|                                               |                                 | Sancho Garcés, conte di Castiglia | Ava di Ribagorza                     |  |  |       |  |  |                                   |  |  |                                  |  |
| Munia, contessa di Castiglia                  |                                 | Sancho Garcés, conte di Castiglia |                                      |  |  |       |  |  |                                   |  |  |                                  |  |
|                                               |                                 | Urraca Gómez                      | Gómez Díaz, conte di Saldaña         |  |  |       |  |  |                                   |  |  |                                  |  |
|                                               |                                 | Urraca Gómez                      | Gómez Díaz, conte di Saldaña         |  |  |       |  |  |                                   |  |  |                                  |  |
|                                               |                                 | Urraca Gómez                      | Muniadomna Fernández di Castiglia    |  |  |       |  |  |                                   |  |  |                                  |  |
| Raimondo Garcés, signore di Murillo e Cameros |                                 | Urraca Gómez                      |                                      |  |  |       |  |  |                                   |  |  |                                  |  |
|                                               | Ruggero I, conte di Carcassonne | Arnoldo I, conte di Comminges     |                                      |  |  |       |  |  |                                   |  |  |                                  |  |
|                                               | Ruggero I, conte di Carcassonne | Arnoldo I, conte di Comminges     |                                      |  |  |       |  |  |                                   |  |  |                                  |  |
|                                               | Ruggero I, conte di Carcassonne | Arsinde, contessa di Carcassonne  |                                      |  |  |       |  |  |                                   |  |  |                                  |  |
| Bernardo Ruggero, conte di Foix               | Ruggero I, conte di Carcassonne |                                   |                                      |  |  |       |  |  |                                   |  |  |                                  |  |
|                                               |                                 | Adelaide di Melgueil              | Bernardo, conte di Melgueil          |  |  |       |  |  |                                   |  |  |                                  |  |
|                                               |                                 | Adelaide di Melgueil              | Bernardo, conte di Melgueil          |  |  |       |  |  |                                   |  |  |                                  |  |
|                                               |                                 | Adelaide di Melgueil              | Sénégonde/Adelaide di Rouergue       |  |  |       |  |  |                                   |  |  |                                  |  |
| Stefania di Foix                              |                                 | Adelaide di Melgueil              |                                      |  |  |       |  |  |                                   |  |  |                                  |  |
|                                               |                                 | Garcia Arnaldo, conte di Bigorre  | Arnaldo di Bigorre                   |  |  |       |  |  |                                   |  |  |                                  |  |
|                                               |                                 | Garcia Arnaldo, conte di Bigorre  | Arnaldo di Bigorre                   |  |  |       |  |  |                                   |  |  |                                  |  |
|                                               |                                 | Garcia Arnaldo, conte di Bigorre  | …                                    |  |  |       |  |  |                                   |  |  |                                  |  |
| Garsenda, contessa di Bigorre                 |                                 | Garcia Arnaldo, conte di Bigorre  |                                      |  |  |       |  |  |                                   |  |  |                                  |  |
|                                               |                                 | Ricarda de Astarac                | Guglielmo, conte di Astarac          |  |  |       |  |  |                                   |  |  |                                  |  |
|                                               |                                 | Ricarda de Astarac                | Guglielmo, conte di Astarac          |  |  |       |  |  |                                   |  |  |                                  |  |
|                                               |                                 | Ricarda de Astarac                | …                                    |  |  |       |  |  |                                   |  |  |                                  |  |
|                                               |                                 | Ricarda de Astarac                |                                      |  |  |       |  |  |                                   |  |  |                                  |  |

### Fonti primarie
- (LA)  Textos navarros del Códice de Roda Archiviato il 31 gennaio 2021 in Internet Archive..
- (LA)  España sagrada, Volume 23.
- (LA)  Cartulario de San Millán de la Cogolla I
- (LA)  Cartulario de San Millán de la Cogolla II
- (LA)  Historia de la Corona de Aragón : (la más antigua de que se tiene noticia) conocida generalmente con el nombre de Crónica de San Juan de la Peña, Caput XVI.
- (LA)  #ES Cartulario de Albelda Archiviato il 16 dicembre 2023 in Internet Archive..
- (LA)  Chronaca Silense
- (EN)  #ES The World of El Cid: Chronicles of the Spanish Reconquest
- (LA)  #ES Collecion diplomatica del Monastero di Santa Maria la Real de Nájera
- (FR)  Histoire de Béarn.

### Letteratura storiografica
- Rafael Altamira, La Spagna (1031-1248), in Storia del mondo medievale, vol. V, 1999, pp. 865–896
- (EN)  The Kingdom of León-Castilla under King Alfonso VI
- (FR)  Chroniques romanes des comtes de Foix.
- (FR)  Histoire du Comté et de la Vicomté de Carcassonne.
- (FR)  LA VASCONIE.
- (FR)  cartulario del Monastero di Santa Maria la Real de Nájera.
- (ES)  Crónica latina de los reyes de Castilla.